# Malina Hedvig
Malina Hedvig (Felsővámos, 1983–) szlovákiai magyar nő, akit 2006-ban ismeretlenek megvertek Nyitrán, mert magyarul beszélt mobiltelefonjába az utcán. Az elkövetőket a rendőrség nem fogta el, Malina Hedviget viszont eljárás alá vonta. Az ügy nagy nemzetközi visszhangot váltott ki, és jelentős feszültséget okozott Szlovákia és Magyarország viszonyában.

## A 2006-os incidens és annak politikai következményei

### A támadás
A nyitrai Konstantin Egyetemen német szakra járó Malina Hedvig 2006. augusztus 25-én, a reggeli órákban a szigorlatára indult. Az egyetemhez közeli néptelen ligetben az egyik aluljáróban két fiatal férfi támadta meg, miután magyarul beszélt az utcán mobiltelefonjába. Ruháját összefirkálták, értéktárgyait elvették. A lány alhasi vérzéssel bevonszolta magát az egyetem bölcsészeti tanszékére. Ezután a nyitrai, majd a dunaszerdahelyi kórházba került. A brutális bántalmazásban elszenvedett sérüléseit az orvosi látlelet igazolta. Robert Fico szlovák miniszterelnök elítélte az etnikai alapú gyűlölködést.

### A nyomozás leállítása, politikai vádak Malina Hedvig ellen
Alig két héttel a nagy visszhangot kiváltó eset után a szlovák rendőrség leállította a nyomozást. 2006. szeptember 12-én a miniszterelnök és Robert Kaliňák belügyminiszter sajtótájékoztatón jelentette be, hogy a rendőrség leállítja a nyomozást, mert szerintük a lány kitalálta az egész történetet. Később újságírók áttanulmányozták a nyomozás anyagait, és kiderítették, hogy Kaliňák olyan bizonyítékokat hozott fel, amelyek a kihallgatási jegyzőkönyvben egyáltalán nem szerepelnek.
Malina Hedvig válaszában azzal vádolta meg a rendőrséget, hogy nyomást gyakoroltak rá annak érdekében, hogy beismerje: hazudott. A nyomozást lezáró döntést megfellebbezte, ám a járási ügyész a rendőrség és a kormány álláspontját fogadta el.

### Feljelentés és eljárás Malina Hedvig ellen
Később lakossági feljelentés alapján hatóság megtévesztésének gyanújával eljárás indult a lány ellen. A feljelentők egyike időközben öngyilkos lett, a másikról kiderült, hogy egy időben a titkosszolgálatnak dolgozott.
2006 novemberében ismeretlenek betörtek barátja lakásába, és átkutatták azt. A lány mindezt megfélemlítési kísérletként értékelte.

### Vádemelés Malina Hedvig ellen
2007 májusában vádat emeltek ellene hamis tanúzás és hamis eskütétel miatt. Akár öt év szabadságvesztésre is ítélhetik.
2007 júliusában Ján Packa országos rendőrfőkapitány azt közölte, hogy elképzelhetőnek tartja, hogy a szlovákiai magyar egyetemistát mégis megverték. „Mi azt állítjuk, hogy a cselekmény nem olyan módon történt meg, ahogy ő azt leírja”, azaz nem azért verték meg, mert magyarul beszélt.
Az ügyben 2007 szeptemberétől a szlovák legfőbb ügyészség vizsgálódott. Az orvosokat is csak ekkor hallgatták ki először a sérülések komolyságát illetően.
2007. november 22-én Malina Hedvig a strasbourgi Emberi Jogok Európai Bíróságához (EJEB) fordult. Annak elismerését kérte, hogy sérültek az élethez és a hatékony jogorvoslathoz való jogai, mert a szlovák hatóságok nem vizsgálták ki megtámadásának körülményeit.
A lány igazát 2008 elején már Szlovákiában is egyre kevesebben kérdőjelezték meg, ám megpróbáltatásai tovább folytatódtak.

### Az eljárás lezárása, megegyezés, a szlovák kormány nyilatkozata
2010-ben, a Fico-kormány bukása után a belügyminisztérium ellenőrei újra átnézték az eljárás aktáit, azonban csak adminisztratív hiányosságokat állapítottak meg. Ezek nem járnak semmilyen következménnyel, sem személyes felelősségre vonás, sem a támadás ügyében lezárt vizsgálat újraindítása nem várható.
2010. december 9-én a Radičová-kormány kormányfőhelyettese, Rudolf Chmel a kormány nevében bocsánatot kért Malina Hedvigtől és beismerte, hogy sérült az igazságos eljáráshoz való joga. Nem sokkal ezután riportkönyv jelent meg róla.
2011 májusában Malina Hedvig becsületsértésért feljelentette Robert Kaliňák korábbi szlovák belügyminisztert, aki egy interjúban „beteges hazudozónak” nevezte őt.
2011 augusztusában a WikiLeaks kiszivárogtatta, hogy a pozsonyi amerikai nagykövetség egyik munkatársa 2006. szeptember 13-án a szlovák belügyminisztériumra hivatkozva azt táviratozta: „lány könnyebb verést kapott, de igyekezett eltúlozni a sérüléseit, mert attól tartott, a valóság nem lesz elegendő ahhoz, hogy a rendőrség foglalkozzon vele.”
A szlovák kormány és Žák-Malina Hedvig között az EJEB eljárása alatt, 2012 januárjában békés egyezség jött létre, miszerint a lány erkölcsi elégtételt kap, cserében a pert megszünteti. Így 2012. február 1-jén a szlovák kormány nyilatkozatban fejezte ki sajnálkozását:
A Szlovák Köztársaság kormánya elismeri, hogy a panaszos esetében léteznek bizonyos körülmények, amelyek kétségeket vetnek fel azzal kapcsolatban, be voltak-e tartva a panaszosnak az általános emberi jogok chartája által biztosított emberi és állampolgári jogai.

### Az ügyészségi eljárás folytatása, kísérlet Malina Hedvig elmegyógyintézetbe záratására
Ennek ellenére a szlovák főügyészségen tovább folyt a hamis tanúzás gyanújával indított eljárás.
Ugyanakkor – az akkor épp ellenzéki vezető – Robert Fico 2012. március 4-én, egy héttel a választások előtt, úgy nyilatkozott a Markíza televízió politikai vitaműsorában, hogy „jogerősen le van zárva, hogy amit Malina Hedvig állított, az nem történt meg”.
Fico hatalomra kerülése utána a Malina Hedvig elleni eljárás újra lendületet vett: hat évvel az események után, 2012-ben az ügyészség kezdeményezte, hogy visszamenőlegesen vizsgálják meg, hogy Malina Hedvig 2006-ban milyen elmeállapotban volt. Az ekkor már kétgyerekes családanya megjelent a kötelező vizsgálaton, de nem válaszolt a pszichiáterek kérdéseire. Azt követően az ügyészség kezdeményezte, hogy Malina Hedviget zárják elmegyógyintézetbe, hogy ott kivizsgálhassák. Ezt a lehetőséget a bíróság elutasította, de nem zárta ki teljesen: kilátásba helyezte, hogy amennyiben Malina Hedvig nem működik közre az eljárásban, előbb pénzbírsággal sújthatják, majd intézetbe zárhatják.
Az eset kapcsán 2013-ban pszichiátriai konferenciát rendeztek Pöstyénben, cseh, magyar, német, osztrák, és szlovák szakértők részvételével. A konferencia résztvevői megállapították, hogy lehetetlen hat és fél év után megvizsgálni egy személy szellemi állapotát, illetve kijelentették, hogy a hatalom ideológiai célból fel kívánja használni az orvostudományt, és ilyen súlyos visszaélést a Pszichiátriai Világszövetség ezt megelőzően csak a Szovjetunióban, illetve 2004-ben Kínában állapított meg utoljára. A konferencián elfogadott állásfoglalásukat megküldik a Szlovák Pszichiátriai Társaság és a Pszichiátriai Világszövetség részére is.
Az eljárás 2013-ban folytatódott. A szlovák ügyészség október 8-ára, majd mivel akkor nem jelent meg, október 28-ára is pszichiátriai kivizsgálásra szóló idézést küldött Malina Hedvignek, hogy a hét évvel korábbi elmeállapotát megvizsgálják. A második idézésnél az ügyészség 1650 eurós bírságot helyezett kilátásba arra az esetbe, ha Malina nem jelenik meg a pszichiátrián.

### Vádemelés 2014-ben
2014. április 2-án a szlovák Főügyészség hamis tanúzás és hamis eskü bűntette miatt vádat emelt az időközben családjával Győrbe költözött Malina Hedvig ellen az illetékes Nyitrai Járásbíróságon. A 2016-os szlovák választások után megváltozott politikai helyzetben, 2016. március 17-én Tomáš Borec ügyvezető igazságügy-miniszter jóváhagyta, hogy a per Magyarországon folytatódhasson.

### Az ellene indított eljárás lezárása
2016 decemberében döntött a magyarországi Legfőbb Ügyészség a hamis tanúzás ügyben folyó eljárás átvételéről. Ekkor Malina Hedvig már Győrben élt családjával. A rendkívül nagyszámú, ám ellentmondásos bizonyítékokat értékelve 2018 őszén a Győri Járási és Nyomozó Ügyészség megszüntette az eljárást. Az indoklás szerint nem lehetett megállapítani, hogy nem érte támadás, így azt a következtetést sem lehetett levonni, hogy hamis tanúvallomást tett volna.

## Családja
2008-ban Dunaszerdahelyen férjhez ment régi barátjához, a szlovák nemzetiségű Peter Žákhoz. Gyermekeik: Emma Rozina (2008), Olivér (2010).